# William Whitelaw Blanco
William Whitelaw Blanco (Montevideo, 11 de octubre de 1947 - Buenos Aires, 20 de mayo de 1976) era un exmilitante tupamaro uruguayo, asesinado en Buenos Aires a los 28 años de edad.

## Biografía
William Whitelaw Blanco era integrante del Movimiento de Liberación Nacional-Tupamaros. Detenido en 1971, fue expulsado y se fue a Chile, en ese entonces presidido por Salvador Allende. En el exilio se encuentra con Rosario del Carmen Barredo, viuda de Gabriel Schroeder, exiliada también en Chile con su hija. A su vez, la exesposa de Whitelaw, chilena, era secretaria de Allende., se convirtió en miembro de la dirección tupamara en Chile, al lado de Lucas Mansilla, Jorge Selves y Luis Alemañy. Allende autorizó a los tupamaros a exiliarse en Chile, a condición de que no se involucrasen en la vida política chilena.
Tras la detención de Raúl Sendic en septiembre de 1972, Whitelaw planeó retornar a Uruguay, intención que fue detenida por el Golpe de Estado del 27 de junio de 1973. En agosto de 1973 participa en la creación de la Junta de Coordinación Revolucionaria, en cooperación con el MIR de Chile y el ERP de Argentina.[cita requerida]
Después del Golpe de Estado del 11 de septiembre de 1973, Whitelaw se exilia en Argentina. Finalmente, Whitelaw privilegió la lucha política por encima de la armada; junto con Alemañy, Mansilla y Kimal Amir, abandonaron sus responsabilidades de dirección del movimiento tupamaro. Finalmente fueron expulsados del MLN-T. Pero, tras el golpe de Estado argentino de 1976, Whitelaw y Barredo desaparecen de su domicilio. Sus cadáveres aparecen en un vehículo abandonado, junto con los de los políticos Zelmar Michelini y Héctor Gutiérrez Ruiz. Sus hijos aparecieron en una comisaría, días después.

## Causa iniciada
El 16 de noviembre de 2006 el juez uruguayo Roberto Timbal sometió a proceso y a prisión preventiva al ex dictador Juan María Bordaberry y al canciller de la dictadura cívico-militar uruguaya, Juan Carlos Blanco, "como coautores responsables de cuatro delitos de homicidio muy especialmente agravados".
En marzo de 2010 la fiscal Mirtha Guianze solicitó una condena de 30 años de prisión para el exdictador Juan María Bordaberry y para el excanciller Juan Carlos Blanco por los asesinatos de Zelmar Michelini, Héctor Gutiérrez Ruiz, Rosario Barredo y William Whitelaw en 1976.